# Branishte Peak
Der Branishte Peak (englisch; bulgarisch връх Бранище wrach Branischte) ist ein 2000 m hoher Berg im westantarktischen Ellsworthland. Im südöstlichen Teil der Gromshin Heights auf der Ostseite der Sentinel Range im Ellsworthgebirge ragt er 11,45 km nordöstlich des Mount Warren, 11,75 km ostsüdöstlich des Mount Washburn und 10,9 km südsüdöstlich des Mount Mogensen auf. Der Jamen-Gletscher liegt nördlich, der Rutford-Eisstrom östlich und der Witscha-Gletscher südwestlich von ihm.
US-amerikanische Wissenschaftler kartierten ihn 1961. Die bulgarische Kommission für Antarktische Geographische Namen benannte ihn 2014 nach der Ortschaft Branischte im Nordosten Bulgariens.